# Homer's Adventures Through the Windshield Glass
«Homer's Adventures Through the Windshield Glass» (укр. «Пригоди Гомера крізь лобове скло») — фінальна, двадцять друга, серія тридцять четвертого сезону мультсеріалу «Сімпсони», прем'єра якої відбулась 21 травня 2023 року у США на телеканалі «Fox».
Серія є ювілейною, 750-ю, за порядком виходу в етер.

## Сюжет
Гомер виходить із Першого банку Спрінґфілда дуже розлючений. Він сідає в машину і починає нерозважливо їхати. За кермом авто він починає сердито писати Мардж, і в результаті врізається у пожежний гідрант. Оскільки попередньо Гомер позбувся ременя і подушки безпеки, Гомер вилітає у вітрове скло, і час починає сповільнюватися…
Гомер чує голос, що виходить від Ґубі Ву, ляльки Меґґі Щасливих Маленьких Кльфів. Вона каже Гомеру, що збирається допомогти йому вирушити в подорож саморефлексії під час аварії.
Ґубі Ву починає з того, що допомагає Гомеру згадати, чому він розлючений? У банку Гомер збирався відкрити комірку для його картопляних чипсів. Однак, працівник повідомляє Гомерові, що в сім'ї вже є комірка, і вже десять років. Він показує Гомеру вміст скриньки, в якій був заповіт Кленсі Був'є, батька Мардж. У ньому було зазначено, що Кленсі заповів Мардж виплату по тисячі доларів на місяць, які вона приховувала від чоловіка. Згадавши це, Гомер знову злиться.
Потім Ґубі Ву розповідає, що Барт і Ліса знали про гроші, які отримувала Мардж. Це засмутило Гомера ще більше, оскільки про це знали усі, крім нього. Згодом у пісні Ґубі Ву розповідає, на що Мардж витрачала гроші ― на Гомера і порятунок його з усіх жахливих ситуацій, у які він потрапляв. Гомер розуміє, що Мардж піклується про нього, однак Ґубі Ву пробовкує батькові Мардж на Гомера завжди було байдуже. Гомер дивиться спогад про те, як його майбутній тесть каже Мардж, що йому не подобається Гомер і що він буде давати їй гроші щомісяця, щоб переконатися, що з нею все гаразд у майбутньому.
Гомер запитує, як він може побачити їхню розмову, на якій його не було поруч? Тоді Ґубі Ву розповідає, що він вже загинув внаслідок аварії…
Усвідомивши це, Гомер потрапляє в пекло. Гомерові кажуть, що він буде зварений живцем в озері крові цілу вічність, але повинен відстояти чергу (20 тисяч років), щоб отримати покарання Гомер продовжує скаржитися на черги. Коли Гомер нарешті виходить з черги, він бачить, як Кленсі Був'є грає у покер з іншими лиходіями. Гомер починає битися з Кленсі. Після цього Кленсі бере Гомера на прогулянку та показує зятеві майбутнє, в якому Ліса приводить додому Мерсера, самозакоханого творця настільних ігор. Майбутньому Гомерові не подобається Мерсер і вважає хлопця поганим для Ліси. Тоді потім розуміє, що Кленсі відчуває до нього. Це дає Гомеру прозріння і дозволяє йому покинути пекло…
Коли Гомер прокидається від аварії, під'їжджає швидка допомога, і медики кладуть його на ноші. Решта Сімпсонів також прибуває та сідає в карет, а Меґґі забирає Ґубі Ву. Коли Мардж запитує Гомера, чому він надіслав їй гнівне повідомлення, Гомер відповідає, що це не має значення, і що він відкинув власне его та навчився смакувати його благословення. Однак, через аварію Гомер говорить нерозбірливо, і Мардж не могла цього зрозуміти. Потім Мардж платить фельдшеру, щоб вколов Гомерові трохи знеболювального, а Ґубі Ву співає про те, що це кінець.
У кімнаті звукозапису епізода Ліззо кажуть, що вона повинна дати ляпаса Гомеру. Коли Ліззо запитує, хіба це не має бути просто звуковим ефектом, Барт замість неї дає ляпаса Гомеру. Потім Ліса та Ліззо разом грають музику.

## Виробництво
У вступній заставці розміщено 750 персонажів «Сімпсонів» з усіх сезонів мультсеріалу.
На створення серії надихнули два класичні оповідання, які «граються» з часом: «Випадок на мості через Совиний струмок» Амброз Бірса і «Таємне диво» Хорхе Луїса Борхеса.
Брет Макензі написав музику до пісні «That Was Marge, Bitch» (укр. «Це була Мардж, суко»).
За словами автора сценарію Тіма Лонга, сцену в кінцевих титрах додали в останню чергу.
|  | Виступ запрошеної співачки [Ліззо] міг закінчитися на цьому, але потім ми подумали: «Ну, якщо у нас є Ліззо, ми повинні побачити Ліззо. Тож ми анімували маленьку сцена наприкінці, в якій вона «записує» свою роль із Сімпсонами. І це також дуже смішно. Це якась дивна «закулісна» реальність. |

Команду також вразило гіківські знання Ліззо про «Сімпсонів». Лонг розповів:
|  | І найсмішніше те, що Ліззо є такою великою прихильницею Сімпсонів, що вона сказала: «Я візьму свою флейту Сашу, а ти візьми свій саксамафон і давай джемувати». «Саксамафон» — це таке глибоке відсилання до «Сімпсонів», що ми всі сказали: «Вау». Вона знала всі покликання на «Сімпсонів». Її записували з Деном Кастелланетою [який озвучує Гомера], і я думаю, що всі були вражені — нас Ліззо, а вона Деном. Це було справді особливо. |

## Культурні відсилання та цікаві факти
- У Гомера є чипс у формі голови Джона Траволти[1].
- Номер Гомера у черзі в пеклі — 666[1].
- У пекло в рамкаж програми обміну з раєм як новий грішник прибуває Вільям Шекспір, якого тепер звинувачують у використанні блекфейса в «Отелло»[1].

## Ставлення критиків і глядачів
Під час прем'єри серію переглянули 0,87 млн осіб, з рейтингом 0.2, що зробило її найпопулярнішим шоу на каналі «Fox» тієї ночі.
Тоні Сокол з «Den of Geek» оцінив серію на три з половиною з п'яти зірок, сказавши:
|  | Концепція серії надзвичайно далекосяжна, сюжет багатообіцяючий, але невеликий, коли він повинен зануритися. Найсмішніша частина епізоду ― це кінцеві титри, що, на жаль, дуже часто буває. Ліса може здатися жорстокою та байдужою до бід Гомера, але теза про навчання Барта десятковим комам ― це [все таки] класичні Сімпсони. Ця серія має всі ознаки класичного епізоду та має надзвичайний ризик як у змісті, так і у створенні. Однак, попри всю вишукану увагу до деталей у презентації, розповідь залишається надто близькою до безпеки поверхні. |

Реян Мішра з «TheReviewGeek» також оцінив серію на чотири з п'яти зірок, сказавши:
|  | Безсумнівно, це найцікавіша серія «Сімпсонів» цього сезону. Як завжди, інгредієнти складаються з фантастичної уяви, сімейних чвар і важливого морального послання. Епізод привертає вашу увагу з самого початку і не відпускає до кінця. Водночас частина в пеклі є видатною, і дехто навіть може вважати її найкращою частиною оповіді. Крім того, Ліззо захоплює як голос ельфа. |

У лютому 2024 року сценариста серії Тіма Лонга було номіновано на премію Гільдії сценаристів Америки в області анімації 2023 року.
Згідно з голосуванням на сайті The NoHomers Club більшість фанатів оцінили серію на 4/5 із середньою оцінкою 3,83/5.